# C-Terminus

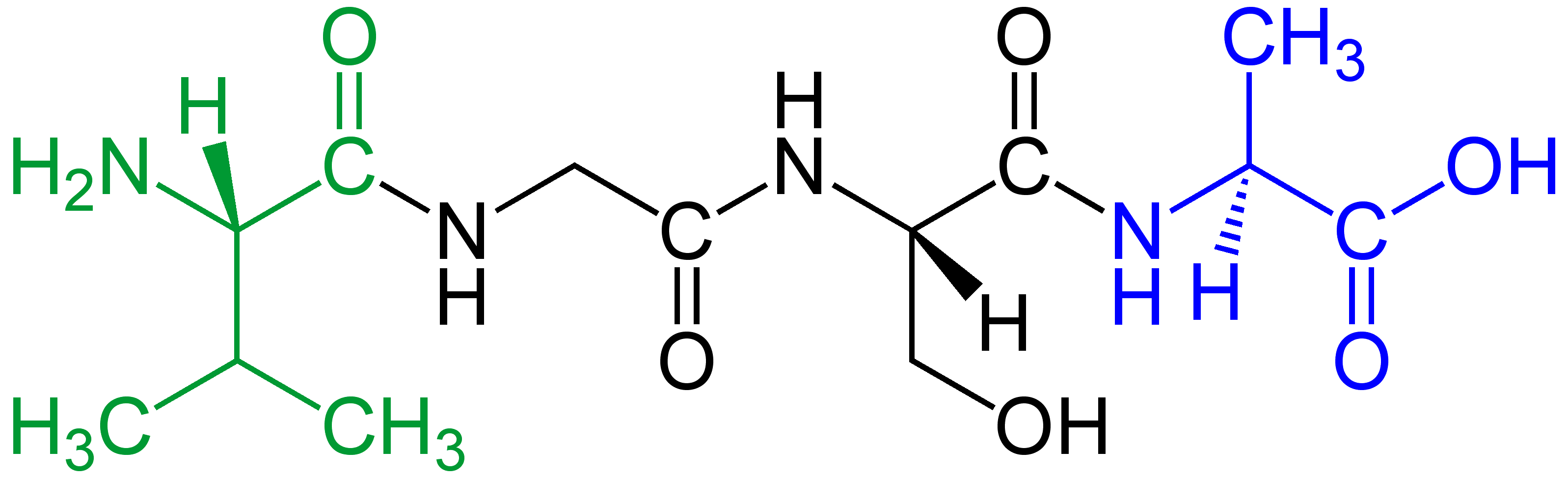
Ein Tetrapeptid (wie zum Beispiel Val-Gly-Ser-Ala) mit
grün markierter N-terminaler α-Aminosäure (im Beispiel: L-Valin) und blau markierter C-terminaler α-Aminosäure (im Beispiel: L-Alanin).

Als C-Terminus oder Carboxy-Terminus wird jenes Ende eines Proteins oder Polypeptids bezeichnet, das eine Aminosäure mit einer freien Carboxygruppe (COOH) besitzt.
Am C-Terminus endet die Proteinbiosynthese am Ribosom, wobei die letzte Aminosäure durch das letzte Aminosäure-codierende Triplett der mRNA vor dem des Stopcodons bestimmt wird. Damit hat das Protein einen unterscheidbaren Anfang und ein Ende. Durch die Peptidbindung, bei der immer eine Carboxygruppe mit einer α-ständigen Aminogruppe der nächsten Aminosäure verknüpft wird, bleibt am Anfang eines Proteins eine Aminogruppe und am Ende eine Carboxygruppe frei.
Folgerichtig nennt man das dem C-Terminus entgegengesetzte Molekülende eines Peptids N-Terminus oder Amino-Terminus.